# Лемон, Медоуларк
Ме́доу Джордж «Медоула́рк» Ле́мон (англ. Meadow George "Meadowlark" Lemon; 25 апреля 1935 год, Уилмингтоне, Северная Каролина / 25 апреля 1932 или 1933, Лексингтон, Северная Каролина — 27 декабря 2015, Скоттсдейл, Аризона) — американский профессиональный баскетболист, тренер и спортивный менеджер, а впоследствии проповедник. Провёл за карьеру более 16 тысяч игр, обладатель рекорда команды «Гарлем Глобтроттерс» по числу проведённых подряд игр (7500). В 2003 году был включён в Зал славы баскетбола в качестве человека, внёсшего значительный вклад в развитие баскетбола.

## Спортивная карьера
Медоу Джордж Лемон вырос в Уилмингтоне (Северная Каролина). Посмотрев в 11 лет новостной сюжет о баскетбольной команде «Гарлем Глобтроттерс», он загорелся желанием стать её игроком. В старших классах он играл в баскетбол за сборную школы «Уиллистон» из Уилмингтона, три года подряд попадая в символическую сборную своей конференции и штата. Окончив школу в 1952 году, Лемон поступил в Сельскохозяйственный и механический университет Флориды, но уже спустя несколько недель был призван в армию. Во время службы в американском военном контингенте в Германии Лемон сумел связаться с владельцем «Глобтроттерс» Эйбом Саперстейном и ему организовали просмотр прямо по месту службы. Саперстейн был впечатлён способностями молодого игрока, и после окончания службы тот вначале присоединился к фарм-клубу «Глобтроттерс» «Канзас-Сити Старз», а в 1954 году уже начал выступления за команду своей мечты. В это же время он официально сменил имя Медоу, которое носили до него отец и дед, на Медоуларк.

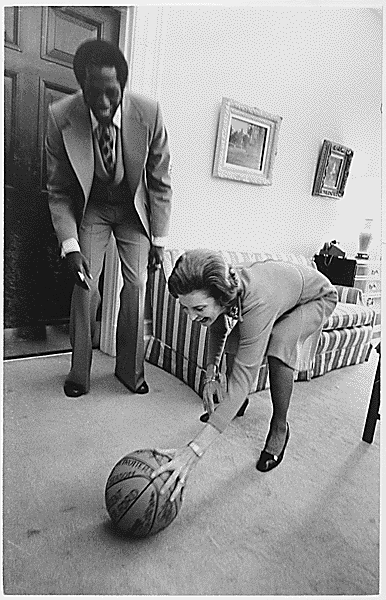
Лемон с первой леди США Бетти Форд, Белый дом, 1978

После ухода из команды основного центрового и шоумена Гуза Татума Лемон довольно быстро занял его место и оставался ведущим игроком «Глобтроттерс» на протяжении больше чем 20 лет — до 1978 года. За это время он побывал с командой в 74 странах и более чем полутора тысячах американских городов, а также установил беспрецедентный рекорд, проведя за команду 7500 матчей подряд — в несколько раз больше, чем аналогичный рекорд НБА. В 1971 году он стал играющим тренером «Глобтроттерс». В этой роли у него участились конфликты с молодыми игроками, чей подход к игре отличался от его собственного. В своей автобиографии Лемон позднее признавался, что молодые игроки казались ему избалованными детьми; те, в свою очередь, воспринимали его, как тирана. Для Лемона шоу было превыше всего, и он не терпел игроков, которых больше интересовала спортивная составляющая и которые, как ему казалось, стремились только «засветиться» сами, забывая про интересы команды. В ходе забастовки игроков «Глобтроттерс» в 1971 году с требованиями профессиональных страховок, пенсий и лучших зарплат Лемон оказался в другом лагере — на стороне владельцев команды.
В конечном итоге расставшись со знаменитой выставочной командой на почве финансовых разногласий, Лемон позже создал свою собственную — «Бакетирс» (в дальнейшем эта команда сменила название сначала на «Шутинг Старз», а затем на «Медоуларк Лемон Гарлем Олл-Старз»). Он оставался тренером, менеджером и игроком этой команды вплоть до 1998 года, в 1994 году вернувшись на 50 матчей в «Глобтроттерс».
В 2009 году стал одним из владельцев новой команды Американской баскетбольной ассоциации «Смоки Маунтин Джем».
Заслуги Медоуларка Лемона перед баскетболом в целом и «Гарлем Глобтроттерс» в частности получили официальное признание. Уже в 1975 году он стал членом Зала славы Северной Каролины. В 2000 году он получил от Зала славы баскетбола приз имени Джона Банна, вручаемый за заслуги в развитии этой игры. В 2001 году «Глобтроттерс» навечно закрепили за ним номер 36, под которым он выступал, а в 2003 году был включен в Зал славы баскетбола.

## Карьера вне баскетбола
В конце 1970-х годов Лемон, ушедший из «Глобтроттерс», попытался сделать свою вторую карьеру в кино. Он сыграл пастора-баскетболиста Грейди Джексона в спортивной комедии «Рыбы, которые спасли Питтсбург», где, кроме него, снялся также ведущий игрок «Филадельфия Севенти Сиксерс» Джулиус Ирвинг. На этом участие Лемона в полнометражном кино закончилось, но он успел также сыграть в ряде сериалов — в основном себя самого. Наиболее значительной была его роль в телевизионном комическом сериале «Привет, Ларри», где Лемон успел сыграть в 13 сериях в 1979 и 1980 году.
В 1986 году, ещё выступая за «Шутинг Старз», Лемон принял рукоположение, в 1998 году защитив степень доктора богословия в частном калифорнийском университете. В 1994 году он основал с женой Синтией благотворительную компанию Meadowlark Lemon Ministries, провозгласив своей задачей «изменить мир, изменяя жизни». В рамках деятельности компании Лемон выступает как лектор и проповедник. С 1989 года он также спонсирует сеть благотворительных спортивных детских лагерей Camp Meadowlark.
В 1987 году Лемон выпустил с Джерри Дженкинсом автобиографическую книгу «Медоуларк». В 2010 году вышла ещё одна его автобиография, на сей раз в соавторстве с Ли Стюартом — «Поверь в свой следующий бросок: путь к счастливой жизни» (англ. Trust Your Next Shot: A Guide to a Life of Joy).

## Семья
Вскоре после увольнения из армии Медоуларк Лемон женился на Уайли Молтсби — своей подруге детства. От первого брака у него было пятеро детей. Однако из-за постоянных гастролей семейная жизнь разладилась. Дети Лемона редко видели отца, одна из его дочерей написала в сочинении, что он живёт в аэропорту. Со временем Медоуларк стал сознательно избегать появления дома, пропадая в барах и клубах, заводя случайные знакомства. В итоге его первый брак окончился разводом в 1977 году. Отношения Медоуларка с бывшей женой были испорчены настолько, что весной 1978 года в Нью-Йорке она ударила его в спину ножом.
Позже Лемон женился вторично. Со второй женой, Синтией, врачом-натуропатом, он проживал в Скоттсдейле (Аризона). В общей сложности у Медоуларка Лемона десять детей — пять мальчиков и пять девочек, трое из них приёмные.